# Marratxí
Marratxí är en kommun i Spanien.  Den ligger i den autonoma regionen Balearerna i östra delen av landet. Antalet invånare är 40 079 (2024). Arean är 54,22 kvadratkilometer. Marratxí ligger på ön Mallorca. Marratxí gränsar till Palma de Mallorca, Bunyola och Santa Maria del Camí. 